# Хел (нордијска митологија)
Хел је била кћерка Локија и Ангрбаде. Хел је Один протерао у краљевство мртвих, које је добило име Хелхајм. У својој дворани, Елјундниру, Хел је владала над умрлима од болести, старости и погубљења. Док је била у свом краљевству, њена моћ је била толика да је могла да пркоси другим боговима. Приказивана је као жена чија је једна половина тела жива, а друга мртва.